# Stolichnaya
Stolichnaya (in russo Столичная?, Stoličnaja, nota anche come Stoli) è una vodka a base di grano e segale. Dalla dissoluzione dell'Unione Sovietica la proprietà dell'azienda è stata contesa tra la società statale russa FKP Sojuzplodoimport e la società privata SPI Group, fondata e di proprietà di Jurij Šefler, un miliardario di origine russa che, con la salita al potere di Vladimir Putin, si è trasferito in Lussemburgo.

## Storia
La Stolichnaya trova le sue origini nel magazzino statale del vino n. 1 di Mosca, aperto nel 1901 dalle autorità russe per garantire una produzione di vodka di qualità superiore.
Vi sono dubbi sull'effettiva data di fondazione della vodka: la prima data di produzione confermata è il 1948, ma il design dell'etichetta, visibilmente anteriore al 1946, è probabile che sia stato creato dalla V.G. Svirida intorno al 1944. Tuttavia, esiste una registrazione del marchio datata 1938, anno che a volte viene citato come data di fondazione della Stolichnaya.
Nel 1953 la Stolichnaya fu presentata alla fiera internazionale di Berna, dove ricevette una medaglia d'oro. Prima della dissoluzione dell'Unione Sovietica, le bottiglie destinate all'esportazione venivano prodotte in Ucraina.
Nel 1972 la società PepsiCo strinse un accordo di scambio con il governo dell'Unione Sovietica, che concesse all'azienda statunitense i diritti di esportazione e di commercializzazione in occidente della vodka Stolichnaya in cambio dell'importazione e della commercializzazione sovietica della Pepsi-Cola, bevanda che divenne il primo prodotto di consumo statunitense ad essere prodotto, commercializzato e venduto in URSS. Dopo il 1991 la vodka Stolichnaya ha continuato a essere prodotta per l'esportazione in molte delle ex repubbliche sovietiche, compresa l'Ucraina, pur tuttavia mantenendo le etichette risalenti all'era sovietica.
Durante la perestrojka furono prese misure per privatizzare la V.O. Sojuzplodoimport, azienda produttrice della Stolichnaya. A partire dall'inizio degli anni '90, il personale della fabbrica di vodka e il controllo dei marchi vennero gestiti dalla V.A.O. Sojuzplodoimport, che nel 1997 fu rinominata Z.A.O. Sojuzplodimport, per poi essere venduti nel 1999 al gruppo SPI (Spirits) nel 1999, società lussemburghese fondata dal miliardario russo Jurij Šefler. La vodka Stolichnaya viene prodotta dalla FKP a Kaliningrad, in Russia (per il mercato russo e il mercato del Benelux), mentre la SPI Group distribuisce e produce dalla Lettonia. La FKP Sojuzplodoimport e il gruppo SPI hanno una disputa aperta sulla proprietà di vari marchi dal 2003.

## Nome e logo
Il nome Stolichnaya significa letteralmente "capitolina", in quanto deriva dalla parola stolica che significa "capitale di stato".
L'etichetta della bottiglia prodotta dalla Sojuzplodoimport presenta le parole "Stolichnaya Vodka" scritte in corsivo dorato su un disegno dell'Hotel Moskva situato a Mosca, mentre la SPI utilizza una bottiglia simile, sulla quale l'etichetta recita: "Vodka Premium, prodotta e imbottigliata in Lettonia presso lo stabilimento di Latvijas Balzams per il gruppo SPI" ed è etichettata come "Import Premium Vodka".

## Produzione
La fermentazione della Stolichnaya è data da chicchi di grano, segale e acqua artesiana e dura circa 60 ore. Una volta completata la fermentazione, il liquido risultante viene distillato tre volte, fino ad avere una gradazione alcolica del 96,4%. Dopodiché, usando altra acqua artesiana e filtrando il prodotto attraverso quarzo, sabbia, carbone attivo e tela, la vodka viene diluita fino alla gradazione con cui viene imbottigliata.
La versione della Stolichnaya prodotta dallo stato russo è imbottigliata utilizzando l'acqua artesiana della città russa di Samara e della distilleria ITAR, situata nell'Oblast' di Kaliningrad, nel rispetto dei limiti di una licenza concessa dall'FKP Sojuzplodimport di proprietà statale, mentre la SPI ha la sua fabbrica a Latvijas Balzams, in Lettonia, e si serve di acqua lettone e di alcol proveniente da una distilleria di Tambov, in Russia.

## Proprietà del marchio e diritti di produzione
Dal 2003 il marchio Stolichnaya è stato soggetto di controversia tra i due principali distributori, SPI Group e Sojuzplodoimport. Il primo ha legalmente detenuto i diritti di successione a seguito di una privatizzazione, mentre il governo russo ritiene che la privatizzazione non sia mai stata pienamente attuata.

### Russia
Nell'agosto 1991, l'ufficio brevetti sovietico ha revocato il diritto della società statale di utilizzare il nome Stolichnaya in Russia. Tuttavia nel 2002, un tribunale di Mosca ha stabilito, in appello, che a seguito della incompleta privatizzazione, il governo russo avrebbe dovuto restituire i diritti sul marchio al gruppo SPI poiché quest'ultimo non aveva ottenuto i diritti dal titolare legale. Il ricorso della SPI alla Corte europea dei diritti dell'uomo è stato respinto.

### Austria
Nel 2014, l'Oberlandesgericht (OGL, "tribunale regionale superiore") di Linz ha deciso che la FKP non poteva fondare la sua richiesta sulla nullità della privatizzazione/trasformazione, in quanto tale possibilità aveva un termine di prescrizione di 10 anni secondo la legge applicabile in Russia (se il termine di prescrizione fosse stato attivamente invocato dalla difesa), e quindi la FKP non poteva sostenere che la SPI non avesse ottenuto i marchi dal proprietario.
Nel 2020, la Oberste Gerichtshof (OGH, "Corte suprema di giustizia", il più alto tribunale civile in Austria) ha confermato la decisione del 2014..

### Benelux
Nei paesi del Benelux la SPI è stata il principale distributore, ma l'uso dei marchi è stato contestato nel 2006 dalla FKP Sojuzplodoimport. Nel 2015 un tribunale olandese ha ritenuto che, secondo la legge sovietica, la privatizzazione non era avvenuta e che i diritti dei paesi Benelux e quello olandese avevano applicato il trasferimento dei marchi. Il tribunale ha stabilito che SPI aveva ottenuto i marchi in malafede da un ente che non era il legittimo proprietario, sancendo l'ulteriore trasferimento alla FKP Sojuzplodoimport e vietando alla SPI di usare il termine "russo" sulla sua vodka.
Dopo il verdetto, la SPI ha interrotto la distribuzione di Stolichnaya e ha iniziato a vendere la vodka "Stoli" con il motto "Stessa Vodka. Etichetta diversa". Ciò è stato vietato da un giudice olandese nel luglio 2015, in quanto violava i diritti dell'FKP Sojuzplodoimport, la quale prevedeva di iniziare a vendere la Stolichnaya nei Paesi Bassi dal 1º settembre 2015.

### Altri stati europei
Il gruppo SPI detiene i diritti su diversi marchi Stolichnaya nel Regno Unito, Irlanda, Italia, Danimarca, Portogallo, Repubblica Ceca, Spagna, Cipro, Polonia, Norvegia e Islanda. In una causa dinanzi al Tribunale dell'Aia, la FKP Sojuzplodoimport ha chiesto la restituzione dei marchi da diverse società della SPI. Il tribunale dell'Aia ha assunto la giurisdizione, poiché un convenuto principale si trovava nei Paesi Bassi, sulla base di due atti del Regolamento di Bruxelles 44/2001 (per i paesi dell'UE) e della Convenzione di Lugano del 2007 (Norvegia, Islanda), stabilendo che la controversia non riguardava la validità del marchio (per il quale sono competenti i tribunali nazionali) ma la sua registrazione. Quindi per valutare la validità dei marchi si avvarrebbe del diritto nazionale degli interessati.

### Stati Uniti
La PepsiCo era stata il principale distributore della Stolichnaya sulla base di un accordo con il governo sovietico. Il cambiamento nel controllo dei marchi e degli impianti di produzione ha portato a diverse cause legali sulle quali l'azienda poteva commercializzare la vodka con il nome Stolichnaya negli Stati Uniti. Il 20 novembre 1992, un giudice federale degli Stati Uniti ha stabilito che la PepsiCo avrebbe potuto mantenere il diritto esclusivo sul nome negli Stati Uniti, perché consentire ad altri di commercializzare la bevanda con quel nome avrebbe "rischiato di danneggiare in maniera irreparabile" il marchio.
Nel 2009, la distilleria scozzese William Grant & Sons ha firmato un accordo con SPI Group per la distribuzione della Stolichnaya negli Stati Uniti, subentrando alla PepsiCo. Il contratto è scaduto il 31 dicembre 2013 e non è stato rinnovato, per volontà del Gruppo SPI di gestire direttamente il proprio marchio.
Nel 2006 la FKP Sojuzplodoimport ha intentato un'azione legale contro il titolare del marchio Spirits International NV. Il tribunale distrettuale ha respinto quasi tutte le richieste di rigetto, ritenendo che lo stato incontestabile della registrazione significasse che la FKP Sojuzplodoimport non poteva contestarne la proprietà. Tuttavia, nel 2009, la Corte d'Appello del Secondo Circuito ha ribaltato tale decisione, stabilendo che la FKP Sojuzplodoimport avesse diritto a contestare la validità della cessione del marchio.
Nel 2011, dopo aver esaminato la sovvenzione concessa alla FKP Sojuzplodoimport dal governo russo, il tribunale distrettuale ha ritenuto che il governo russo non aveva trasferito la piena proprietà dei marchi alla FKP Sojuzplodoimport, (poi confermata in corte d'appello nel 2013) e che quindi la FKP Sojuzplodoimport non era colei che aveva registrato il marchio. Poiché la FTE aveva respinto tutte le pretese a eccezione della contraffazione di un marchio registrato, non era legittimata e pertanto il caso fu respinto.
La FKP Sojuzplodoimport e il governo russo hanno quindi firmato un nuovo documento che assegnava i marchi alla FKP Sojuzplodoimport in ogni modo possibile, intentando una nuova causa contro Spirits International NV. Nel 2014 il tribunale distrettuale ha ascoltato le testimonianze di esperti di diritto russo e ha concluso che, secondo il diritto russo, la FKP Sojuzplodoimport poteva solo gestire la proprietà, ma non possederla. Tuttavia nel 2016, tale decisione è stata annullata dalla Corte d'Appello e il caso è tornato al tribunale distrettuale.

## Varietà
La Stolichnaya è disponibile in molte varietà, tra cui:
- Stolichnaya 80 proof (etichetta rossa)
- Stolichnaya 80 proof (Cristallo o oro)
- Stolichnaya 100 proof (etichetta blu)
- Stoli Blackberi (alle more)
- Stoli Blueberi (al mirtillo)
- Stoli Citrus (al cedro)
- Stoli Gala Applik (alla mela)
- Stoli Ohranj (all'arancia)
- Stoli Peachnik (alla pesca)
- Stoli Razberi (al lampone)
- Stoli Strasberi (alla fragola)
- Stoli Vanil (alla vaniglia)
- Stoli White Pomegranik (al melograno bianco)
- Stoli Wild Cherri (alla visciola)
- Stoli Chocolat Razberi (cioccolata e lampone)
- Stoli Hot (jalapeño)
- Stoli Sticki (miele)
- Stoli Chocolat Kokonut (cioccolata e cocco)
- Stoli Salted Karamel (caramello salato)
- Stoli Gluten Free (senza glutine)

Molti di questi prodotti hanno ottenuto buoni risultati nelle competizioni internazionali di valutazione dei liquori. Ad esempio, l'etichetta Elit ha ricevuto una medaglia d'argento al San Francisco World Spirits Competition nel 2011.

## Cultura di massa
In una delle scene iniziali del film American Psycho, del 2000, il protagonista Patrick Bateman ordina due "Stoli on the rocks" cioè due bicchieri di Stolichnaya con ghiaccio.
Nel video musicale di Eminem del 2010 di Love the Way You Lie è presente la vodka Stolichnaya in diverse scene. Il suo primo caso di pubblicità indiretta avvenne con l'attore Dominic Monaghan che aveva taccheggiato una bottiglia di vodka, per poi berla sul tetto di un negozio di alcolici con l'attrice Megan Fox. Nel film A letto con il nemico, il marchio fa una breve apparizione quando il signor Burney prende un CD.
Gli spot pubblicitari della Stolichnaya avvengono durante le partite televisive dei New York Yankees.
Roger Sterling, un personaggio principale della serie televisiva statunitense Mad Men, è anch'esso un fan della Stolichnaya e ne tiene sempre una bottiglia nel suo ufficio. Questa abitudine tuttavia sembra essere particolarmente anacronistica, poiché la serie si svolge a New York negli anni '60, quindi circa un decennio prima che la vodka venisse distribuita ufficialmente negli Stati Uniti.

## Controversie
Il principale rivale della Stolichnaya, la Russian Standard, ha suscitato polemiche mettendo in dubbio l'autenticità russa della Stolichnaya. La Pernod Ricard ha risposto insistendo sul fatto che si trattasse di un'autentica vodka russa, perché nulla viene aggiunto o rimosso durante l'imbottigliamento.
Nel luglio 2013 l'editorialista Dan Savage si è appellato ai gay bar chiedendo il boicottaggio della Stolichnaya e di altre vodka russe a seguito delle leggi anti-gay promulgate dal governo russo. In risposta, la SPI ha rilasciato una dichiarazione in cui esprimeva la propria opposizione alle politiche anti-gay della Russia, affermando che "la Vodka Stolichnaya è sempre stata e continua a essere una fervente sostenitrice e amica della comunità LGBT". Inoltre l'azienda ha rilasciato ulteriori dichiarazioni "annunciando che in risposta al boicottaggio la società avrebbe fatto una donazione finanziaria a un gruppo non specificato che lavora per conto degli attivisti LGBT russi che combattono contro le politiche omofobe del governo russo". L'amministratore delegato dell'azienda ha anche insistito sul fatto che la compagnia "non è un'azienda russa", anche se "l'azienda gestisce una distilleria in Russia, diverse centinaia dei suoi 2.500 dipendenti lavorano in Russia e che sempre da lì acquista i suoi ingredienti".